# Калиниха (городское поселение Воскресенское)
Калиниха — сельский посёлок в Воскресенском районе Нижегородской области России. Входит в состав городского поселения Рабочий посёлок Воскресенское.

## География
Деревня находится в северо-восточной части Нижегородской области, в пределах Волжско-Нижневетлужской низины, в зоне хвойно-широколиственных лесов, при федеральной автодороге «Поветлужье» Р-177, на правом берегу реки Ветлуги.

### Климат
Климат характеризуется как умеренно континентальный, со сравнительно тёплым летом и часто холодной многоснежной зимой. Среднегодовая температура — 3,5 °C. Средняя температура воздуха самого тёплого месяца (июля) — 18,2 °C (абсолютный максимум — 37 °C); самого холодного (января) — −13 — −12 °C (абсолютный минимум — −44 °C). Безморозный период длится около 110—120 дней в году. Среднегодовое количество атмосферных осадков составляет около 650 мм. Снежный покров устанавливается, как правило, в конце ноября и держится в среднем 150—160 дней.

## Население
| 1999 | 2002  | 2010  |
| ---- | ----- | ----- |
| 1441 | ↘1432 | ↘1429 |

### Национальный состав
Согласно результатам переписи 2002 года, в национальной структуре населения русские составляли 98 % из 1432 чел.

## Инфраструктура
Личное подсобное хозяйство.
Основа экономики — сельское хозяйство.

## Транспорт
Селение легкодоступно автотранспортом. Остановка общественного транспорта «Калиниха».